# 宮本 (さいたま市)
宮本（みやもと）は、埼玉県さいたま市緑区の町丁。現行行政地名は宮本一丁目および宮本二丁目。住居表示未実施地区。郵便番号は336-0916。

## 地理
さいたま市緑区中央北部の大宮台地（浦和大宮支台）上に位置する。地区の東側で見沼、南側で芝原や松木、西側で馬場や三室の飛地、北側で宮後と隣接する。東浦和駅からは遠いが、土地区画整理事業によりおもに住宅地となっている。全域が市街化区域であるが、生産緑地地区も見られる。東に突き出た舌状の台地の縁を蛇行する見沼代用水西縁を隔てて見沼田んぼの沖積平野が広がっており、自然豊かな環境が守られている。

### 地価
住宅地の地価は、2015年（平成27年）1月1日の公示地価によれば、宮本一丁目9番9の地点で12万8000円/m2となっている。

## 歴史
もとは江戸期より存在した武蔵国足立郡三沼領に属する宮本新田であった。地区内の見沼代用水に河岸場を有していた。村高は『天保郷帳』では313石余であった。村の規模は東西6町、南北8町余で、化政期の世帯数は1軒であった。宮本新田の場所は現在の宮本一丁目・二丁目および大字三室の一部に相当する。
- 化政期ごろ見沼の中にある三室村の持添新田である宮本新田が分村して成立する[7][8]。発足時は幕府領、以降変遷無し[8]。なお検地は1728年（享保13年）に実施済み。
- 1868年（慶応4年）6月19日：武蔵知県事・山田政則（忍藩士）の管轄となる。
- 1869年（明治2年） 
  - 1月13日：武蔵知県事・宮原忠英の管轄区域に大宮県を設置、同県の管轄となる。県庁は東京府馬喰町に置かれる。
  - 9月29日：県庁が浦和に置かれ浦和県に改称。
- 1871年（明治4年）11月13日：第1次府県統合により埼玉県の管轄となる。
- 1874年（明治7年）12月28日：宮本新田が三室新田とともに三室村に編入される[9]。
- 1879年（明治12年）3月17日：郡区町村編制法により成立した北足立郡に属す。郡役所は浦和宿に設置。
- 1889年（明治22年）4月1日：町村制施行に伴い三室村と道祖土村が合併し[9]、三室村が改めて成立する。
- 1940年（昭和15年）4月17日：三室村が尾間木村とともに浦和市に編入される[9][10]。
- 1973年（昭和48年）3月10日：土地区画整理事業が完了し、浦和市大字三室の一部から宮本一丁目・二丁目が成立[11]。
- 1978年（昭和53年）6月13日：馬場特定区画整理事業の都市計画決定[12]。
- 1994年（平成6年）8月19日：馬場特定区画整理事業完了に伴い、大字三室の一部が宮本一丁目に編入される[13]。現在の3番地と5番地が該当する。
- 2001年（平成13年）5月1日：浦和市・大宮市・与野市が合併し、さいたま市が発足。同市の町丁となる。
- 2003年（平成15年）4月1日：さいたま市が政令指定都市に移行し、同市緑区の町丁となる。

## 世帯数と人口
2017年（平成29年）9月1日時点の世帯数と人口は、以下のとおりである。
| 丁目       | 世帯数  | 人口    |
| ---------- | ------- | ------- |
| 宮本一丁目 | 369世帯 | 944人   |
| 宮本二丁目 | 603世帯 | 1,540人 |
| 計         | 972世帯 | 2,484人 |

## 小・中学校の学区
市立小・中学校に通う場合、学区（校区）は以下のとおりとなる。
| 丁目       | 区域 | 小学校                 | 中学校                 |
| ---------- | ---- | ---------------------- | ---------------------- |
| 宮本一丁目 | 全域 | さいたま市立芝原小学校 | さいたま市立三室中学校 |
| 宮本二丁目 | 全域 | さいたま市立芝原小学校 | さいたま市立三室中学校 |

## 交通

### 鉄道
地内に鉄道路線は通っていない。最寄り駅は地点によって異なり、東日本旅客鉄道（JR東日本）武蔵野線の東浦和駅、または埼玉高速鉄道線の浦和美園駅である。東浦和駅は、宮本一丁目9番9の地点から約3.6 kmの位置にある。

### 道路
- 中央通り（朝日坂[15]）
- 一の橋通り
- 見沼グリーン農道
- 三の橋通り

## 施設
- 氷川女体神社 - 氷川女体神社参道鳥居が一丁目5番地付近の住宅地の中に現存する。
- 氷川公園
- 宮本自治会館
- こぐま保育園
- 宮本第一公園
- 宮本第三公園
- 宮本第四公園

※ 宮本第二公園は松木三丁目に所在する。